# Kurt Petersen
Kurt Petersen (* 30. April 1905 in Bad Segeberg; † 1971) war Jurist und für die NSDAP Bürgermeister von Lauenburg/Elbe und Itzehoe.

## Leben
Petersen trat zum 1. Dezember 1932 in die NSDAP ein (Mitgliedsnummer 1.420.754). Am 26. Januar 1933 übernahm er die NSDAP-Ortsgruppe in Lauenburg von seinem Vorgänger Edgar Dräger, welcher die Partei 1933 verlassen musste. Am 28. April 1933 löste er Max Meiling (seit 1923 im Amt) kommissarisch als Bürgermeister ab. Im September 1934 wurde er dann vom Regierungspräsidenten in Schleswig endgültig zum Bürgermeister berufen und blieb dies bis zum Juni 1940.
Von 1940 bis 1945 war er Bürgermeister der Stadt Itzehoe. In der Nacht auf Sonntag, den 3. April 1949 beging er zusammen mit seiner Frau einen Selbstmordversuch durch die Einnahme von Luminal.